# Abre-asa-de-cabeça-cinza
Abre-asa-de-capuz-cinzento ou abre-asa-de-cabeça-cinza (Mionectes rufiventris) é uma espécie de ave da família Tyrannidae.
Pode ser encontrada nos seguintes países: Argentina, Brasil e Paraguai.
Os seus habitats naturais são: florestas subtropicais ou tropicais húmidas de baixa altitude e regiões subtropicais ou tropicais húmidas de alta altitude.